# Провоторов, Виктор Николаевич
Виктор Николаевич Провоторов (11 февраля 1921 — 24 июля 1962) — старший сержант РККА, участник Великой Отечественной войны, командир отделения взвода пешей разведки 674-го стрелкового полка 150-й стрелковой дивизии, участвовавшей в штурме Берлина. Водрузил одно из красных знамён на Рейхстаге вместе с Григорием Булатовым.

## Биография

### Начало службы
Русский по происхождению. Место рождения - Краснодарский край, станица Незамаевская.
Призван в РККА Сталинским ГВК Кузбасской области в июне 1942 года, проходил службу с 5 июня. Кандидат в члены ВКП(б). В составе 674-го стрелкового полка 150-й стрелковой дивизии участвовал в штурме Берлина: именно 674-й и 756-й стрелковые полки под командованием А. Д. Плеходанова и Ф. М. Зинченко соответственно подошли первыми к Рейхстагу.

### Штурм Берлина
Вечером 29 апреля подполковник Плеходанов принял от командира дивизии генерал-майора В. М. Шатилова основную задачу по штурму Рейхстага и приказал изготовить самодельное знамя, материал для которого был найден в подвалах «дома Гиммлера». В отряд вошли 9 человек, среди которых были старший сержант В.Н. Провоторов (парторг взвода), старший сержант И.Н. Лысенко, рядовые Г.П.Булатов, С.Г. Орешко, П.Д. Брюховецкий, М.А. Пачковский, М.С. Габидуллин, Н. Санкин и П. Долгих.
Утром 30 апреля была предпринята первая попытка, не увенчавшаяся успехом, а после артподготовки началась вторая атака. При пересечении площади от «дома Гиммлера» до Рейхстага погиб П.Долгих, Н.Санкин был тяжело ранен. Булатов и Провоторов прорвались в здание Рейхстага одними из первых, поднявшись на второй этаж по центральной лестнице. Знамя установил Булатов в выходящем на Кёнигплац окне, а Провоторов подсадил его к себе на плечи. Это произошло примерно в 14:25, согласно боевому донесению разведчиков лейтенанта С.Е.Сорокина; после взятия Берлина была сделана памятная фотография. В воспоминаниях Провоторов рассказывал следующее:

На пряжке ремня пуля оставила вмятину. Немного передохнули, делаем последний бросок. Вот и стена рейхстага. Залегли, смотрим, нет ли где свободного от кирпича окна. Находим одно. Улучив момент, влезли в  окно, предварительно бросив туда по гранате. Коридорами вышли на лестницу, забрались на второй этаж. Здесь мы с Булатовым подошли к окну, посмотрели на Королевскую площадь...
Гриша протянул руку в окно, помахал флагом, затем мы укрепили его. В это время внизу послышались выстрелы, взрывы гранат, стук сапог. Мы приготовились к бою. Гранаты и автоматы начеку. Но схватка не состоялась. Это по нашим следам пришли Лысенко, Бреховицкий, Орешко и Почковский. С ними — лейтенант Сорокин. Он подошел к нам, пожал руки и снял флаг.
— Отсюда его плохо видно, ребята, — сказал он. — Надо пробираться на крышу.
По той же лестнице стали подниматься все выше и выше, пока не добрались к крыше. Цель достигнута. Где поставить флаг? Решили укрепить у скульптурной группы. Подсаживаем Гришу Булатова, и наш самый молодой разведчик привязал его к шее огромного коня. Посмотрели на часы. Стрелки показывали 14 часов 25 минут.

3 мая 1945 года газета «Воин Родины» 150-й стрелковой дивизии опубликовала статью:

Родина с глубоким уважением произносит имена героев... Об их выдающемся подвиге напишут книги, сложат песни. Над цитаделью гитлеризма они водрузили знамя победы.
Запомним имена храбрецов: лейтенант Рахимжан Кошкарбаев, красноармеец Григорий Булатов. Плечом к плечу вместе с ними сражались Провоторов, Лысенко, Орешко, Пачковский, Бреховецкий, Сорокин.
Родина никогда не забудет их подвига.

За этот подвиг Виктор Николаевич Провоторов был представлен к званию Героя Советского Союза, однако звания так и не получил, в отличие от Михаила Егорова и Мелитона Кантарии, которые установили флаг над крышей Рейхстага. При этом сам Кантария рассказывал, что видел, как Правоторов и Булатов первыми вошли в Рейхстаг и укрепили флаг на фронтоне, чем вдохновили других солдат. 

### Награды
Провоторов за войну был отмечен рядом следующих наград:
- два ордена Красной Звезды[2]
  - №: 76/н от: 19.11.1944 года — за захват «языка» и пулемета[9]
  - №: 28/н от: 27.03.1945 года — захват в плен 72 солдат противника, 4 пушек, 24 пулеметов, 128 винтовок и автоматов).[10]
- орден Красного Знамени[2](№: 121/н от: 18.06.1945 года — за бои в Берлине и рейхстаге).[11]
- орден Отечественной войны II степени[2](№: 120/н от: 30.11.1944 года)[12]
- медали «За отвагу», «За боевые заслуги»[2](№: 15/н от: 27.03.1944 года)[13], «За взятие Берлина»[14] и «За победу над Германией»

### После войны
После войны Виктор Провоторов уехал в УССР, где работал корреспондентом в газете города Макеевка, а после увольнения ушёл работать на завод. 24 июля 1962 года он погиб от несчастного случая на производстве, схватившись за оголённый провод.

## Комментарии
1. ↑  Фамилия в наградном листе и на стене Рейхстага — Проваторов, также встречается написание Правоторов